# Aplidium californicum
Aplidium californicum is een zakpijpensoort uit de familie van de Polyclinidae. De wetenschappelijke naam van de soort werd in 1917, als Amaroucium californicum, voor het eerst geldig gepubliceerd door Ritter & Forsyth. Aplidium californicum komt veel voor aan de westkust van Noord-Amerika, van het zuiden van Brits-Columbia tot Neder-Californië en de Galapagoseilanden. De soort wordt gevonden in het intergetijdengebied en op diepten tot 85 meter.